# アスピデス作戦
アスピデス作戦（アスピデスさくせん、英語: Operation Aspides）は、2023年10月からの紅海におけるイエメンのフーシ派による商船等への攻撃を受け、欧州連合（英語: European Union、略称：EU）が実施した軍事作戦。EUNAVFOR Aspidesとも表記される。
2024年2月19日にEUが紅海への艦船派遣を決定、4隻の軍用艦により商船護衛、海洋監視などの「防衛的任務」を実施しており、イエメン本土のフーシ派拠点への攻撃を実施していない点がアメリカ合衆国が紅海で主導する繁栄の守護者作戦とは異なる。

## 背景
2023年10月7日にイスラエルとハマースの戦争が開戦後、イエメンの親イラン武装組織フーシ派はイスラエルによるパレスチナのガザ地区などの攻撃への報復として、紅海を航行する複数の商船を攻撃、拿捕していた。2024年2月までにフーシ派から攻撃を受けた商船にはEU加盟国籍の船が少なくとも4隻含まれていた。

## 任務
アスピデス作戦の主目的は、フーシ派の攻撃から商船などを保護し、航行の自由を確保することである。作戦範囲は、紅海、アデン湾、アラビア海、オマーン湾、ペルシア湾の国際水域ほか、バブ・エル・マンデブ海峡とホルムズ海峡の主要航路となっている。
なお、アスピデス作戦は、欧州連合がソマリア沖の海賊対策として実施しているアタランタ作戦と緊密な連携を図るようにされている。

## 参加部隊編成
作戦司令部は、ギリシャのラリサに所在する欧州連合作戦司令部（EL EU OHQ）内に設置され、ギリシャ海軍のヴァシリオス・グリパリス少将を作戦司令官として、司令部要員130名で構成される。なお、司令部要員はギリシャ海軍が占めるが、スウェーデンが最大10名、フィンランドが最大7名のほか、エストニアとラトビアも派遣を表明している。
作戦参加部隊の旗艦は参加艦艇内から抽出され、初代はイタリア海軍駆逐艦「カイオ・ドゥイリオ」（D554 Caio Duilio）が2024年2月19日から4月29日まで、2代目はイタリア海軍フリゲート「ヴィルジニオ・ファサン」（F591 Virginio Fasan）が4月29日から6月15日まで、3代目はオランダ海軍統合支援艦「カレル・ドールマン」（A833 Karel Doorman）が6月15日から8月8日まで務め、8月8日からは4代目としてイタリア海軍駆逐艦「アンドレア・ドーリア」（D553 Andrea Doria）に引き継がれている。旗艦には作戦部隊司令官（FCdr）が乗艦し、初代はイタリア海軍のステファノ・コスタンティーノ准将（2024年2月19日 - 6月15日）、2代目はオランダ海軍のヘオルヘ・パストール准将（2024年6月15日 - 8月8日）、3代目はイタリア海軍マッシモ・ボヌー准将（2024年8月8日 - ）が務めている。
2024年6月以降の作戦参加艦艇は以下のとおりとなる。
- アンドレア・ドーリア級駆逐艦「アンドレア・ドーリア」（D553 Andrea Doria）[29]
- フォルバン級駆逐艦「フォルバン」（D620 Forbin）[30]
- フォルバン級駆逐艦「シュヴァリエ・ポール」（D621 Chevalier Paul）[31]
- イドラ級フリゲート「プサラ（英語版）」（F454 Psara）[32][33]

2024年6月以前の作戦参加艦艇
- アンドレア・ドーリア級駆逐艦「カイオ・ドゥイリオ」（D554 Caio Duilio）[34]
- カルロ・ベルガミーニ級フリゲート「ヴィルジニオ・ファサン」（F591 Virginio Fasan）[35]
- カルロ・ベルガミーニ級フリゲート「フェデリコ・マルティネンゴ（英語版）」（F596 Federico Martinengo）[35]
- ザクセン級フリゲート「ヘッセン」（F 221 Hessen）[36][37][38]
- レオポルド1世級フリゲート「ルイーズ・マリー（英語版）」（F931 Louise-Marie）[39][40][41][42][43][44]
- イドラ級フリゲート「イドラ（英語版）」（F452 Hydra）[40]
- アキテーヌ級駆逐艦「ラングドック」（D653 Languedoc）[45]
- アキテーヌ級駆逐艦「アルザス（英語版）」（D656 Alsace）[46]
- デ・ゼーヴェン・プロヴィンシェン級フリゲート「トロンプ 」（F803 Tromp）[47][48]
- 統合支援艦「カレル・ドールマン」（A833 Karel Doorman）[27][28]

## 作戦経過
2024年2月19日の作戦開始後、フーシ派との最初の交戦は、2月27日にドイツ海軍フリゲート「ヘッセン」（F 221 Hessen）が、紅海で無人航空機2機を迎撃のうえ撃墜したものであった。
5月までに護衛した商船は120隻となり、フーシ派の無人航空機12機、無人水上艇1隻、弾道ミサイル4発を撃墜している。